# 贸东街道
贸东街道，是中华人民共和国河北省邯郸市邯山区下辖的一个乡镇级行政单位。

## 行政区划
贸东街道下辖以下地区：
劳动路社区、利民街社区和胜利街社区。